# 仙台市立将監西小学校
仙台市立将監西小学校（せんだいしりつ しょうげんにししょうがっこう）は、宮城県仙台市泉区将監十丁目にある公立小学校。

## 沿革
- 1975年4月 - 泉市立将監西小学校として開校
- 1979年4月 - 泉市立将監中央小学校を分離
- 1988年3月 - 泉市が仙台市と合併したことにより、仙台市立将監西小学校へ改称
- 1995年4月 - 仙台市立桂小学校を分離
- 1999年3月 - コンピューター教室を設置
- 2011年3月11日 - 東北地方太平洋沖地震（東日本大震災）により校舎が損壊[1]
- 2011年4月 - 仙台市立桂小学校で始業[1][2]
- 2011年11月 - 仙台市立将監西小学校内に設置した仮設校舎に移転[3]

## 通学区域
出典
- 将監9丁目（全域）
- 将監10丁目（6～39番）
- 将監11丁目（6～15番）
- 将監13丁目（全域）

## 進学先
出典
- 仙台市立将監中学校

## 交通アクセス
- 宮城交通バス「将監団地線」で、「将監西小学校前」停留所下車。
- 仙台市地下鉄南北線泉中央駅から、上述の宮交バスに乗車し、「将監西小学校前」停留所下車。

## 著名な出身者
- 佐々木主浩 元プロ野球選手（現野球解説者）- 2年生から5年生まで在籍[6]
- 大友愛 - 元バレーボール選手